# Технології BandLab
BandLab Technologies – сінгапурська компанія, заснована в 2015 році, яка керує соціальною музичною платформою під назвою BandLab, а також володіє різноманітними музичними брендами, зокрема Harmony і Heritage Guitars ; Медіаплатформами Guitar.com, NME, Uncut і MusicTech.com ; і роздрібний продавець і дистриб'ютор музичних інструментів Swee Lee.
У грудні 2021 року компанія оголосила про реорганізацію під новостворену материнську компанію Caldecott Music Group (CMG). BandLab Technologies — це підрозділ музичних технологій CMG. 

## Бренди
Бренди підрозділу BandLab Technologies CMG:
- BandLab – безкоштовний онлайн-інструмент Cloud Digital Audio Workstation (DAW) для створення музики[3], що працює в браузері або як окрема програма.[4] Bandlab включає BandLab Albums - інструмент цифрового розповсюдження музики.[5][6] Інструмент також містить функцію трансляції в прямому ефірі BandLab Live. [7]
- Cakewalk від BandLab – цифрова аудіостанція, раніше відома як Cakewalk та Sonar. [8]

Бренди, які зараз належать NME Networks,   підрозділу CMG (раніше частина BandLab Technologies):
- Guitar.com – веб-сайт музичних новин, який також публікував The Guitar Magazine (публікувався з 1991 по 2021 рік) [11] [12]
- lab.fm – музичне інтернет-видання. [11]
- MusicTech – онлайн-видання про музичні технології. [12]
- NME – офіційно відомий як New Musical Express, британський веб-сайт музичної журналістики та колишнє друковане видання. [13]
- Uncut – британський щомісячний журнал про музику та розваги. [13] (також включає журнали, видані під назвами The Ultimate Music Guide [14] і Ultimate Genre Guide ). [15]належать до Vista Musical Instruments, CMG (раніше була частиною BandLab Technologies):

- Harmony Company – американський виробник музичних інструментів, перезапущений у 2018 році BandLab, виробляє гітари та підсилювачі до них. [16]
- Heritage Guitars – американський виробник гітар. [1]
- MONO – виробник корпусів для інструментів, ремінців та аксесуарів. [17]
- Teisco – бренд педалей музичних ефектів. [11]
- Swee Lee – дистриб’ютор і роздрібний продавець музичних інструментів у Південно-Східній Азії. [3]

## Зовнішні посилання
- Офіційний веб-сайт
- Веб-сайт BandLab